# Niedersächsischer Chorverband
Der Niedersächsische Chorverband e. V. (NC) mit Sitz Hannover ist eine Vereinigung von Chören in Niedersachsen. Er ist als Einzelverband Mitglied im Deutschen Chorverband und dabei einer von 26 Landesverbänden.
Der Niedersächsische Chorverband ist in vier ChorRegionen organisiert:
- ChorRegion 1: Hannover, Schaumburg
- ChorRegion 2: Hameln/Bad Pyrmont, Hildesheim, Holzminden
- ChorRegion 3: Braunschweig, Helmstedt, Peine, Salzgitter, Wolfenbüttel
- ChorRegion 4: Goslar, Göttingen, Northeim, Osterode

Er vertritt rund 25.000 Mitglieder aus etwa 450 Chören in Niedersachsen.
Der Verband veranstaltet seit 2009 in Kooperation mit dem Kulturbüro der Landeshauptstadt Hannover die alljährlichen CHORTAGE HANNOVER. Dabei präsentieren Chöre und Ensembles aus der Region Vokalmusik in ihren vielfältigen Facetten.